# Gianni Rodríguez
Gianni Daniel Rodríguez Fernández (ur. 7 czerwca 1994 w Montevideo) – urugwajski piłkarz występujący na pozycji obrońcy w klubie IA Sud América.